# Blue Thunder
Blue Thunder is een Amerikaanse actiethriller uit 1983 van Columbia Pictures met in de hoofdrollen Roy Scheider, Warren Oates, Candy Clark, Daniel Stern en Malcolm McDowell. De film werd geregisseerd door John Badham.

## Verhaal
Frank Murphy, een Vietnamveteraan die met een posttraumatische stressstoornis kampt, is helikopterpiloot bij de politie van Los Angeles. Samen met zijn nieuwe waarnemer, beginneling Richard Lymangood, bieden ze luchtsteun aan agenten op de grond.
Wanneer ze terugkeren van een patrouille wordt het duo twee weken geschorst op verdenking van voyeurisme tijdens een overval waarbij gemeenteraadslid Diana McNeely doodgeschoten werd. Kort daarna krijgt Murphy de opdracht om een demonstratie bij te wonen van een experimentele helikopter met de bijnaam "Blue Thunder". Dit is een gevechtshelikopter in militaire stijl, bedoeld voor gebruik door de politie bij mogelijk grootschalige incidenten en terroristische dreigingen tijdens de Olympische Zomerspelen van 1984. Murphy en Lymangood worden geselecteerd om de helikopter te besturen.
Met krachtige bewapening en andere uitrusting, zoals thermische infraroodscanners, unidirectionele microfoons en camera's, ingebouwde mobiele telefoon, computer en modem, een 20 millimeter machinegeweer, een 'fluistermodus' waarmee de helikopter geruisloos kan vliegen en een U-matic videocassetterecorder, is Blue Thunder een krachtig instrument in de oorlog tegen de misdaad. Murphy merkt wrang op dat je met genoeg van deze helikopters 'het hele verdomde land zou kunnen overnemen'.
Wanneer de dood van McNeely meer blijkt te zijn dan een louter willekeurige moord, start Murphy op eigen houtje een onderzoek. Hij ontdekt dat een subversieve actiegroep van plan is om onder de codenaam T.H.O.R. ("Tactical Helicopter Offensive Response") stedelijke chaos te creëren en deze vervolgens met behulp van Blue Thunder te onderdrukken en tezelfdertijd hun politieke tegenstanders te elimineren. McNeeley had een onderzoek naar deze activiteiten ingesteld.
Murphy vermoedt de betrokkenheid van voormalig kolonel F.E. Cochrane, zijn oude vijand uit Vietnam en testpiloot van Blue Thunder, die vond dat Murphy ongeschikt was voor het Blue Thunder-programma. Tijdens een testvlucht boven de stad gebruiken Murphy en Lymangood de helikopter om een ontmoeting tussen Cochrane en andere overheidsfunctionarissen te volgen en op video op te nemen, waardoor ze bewijs van de samenzwering hebben, maar Cochrane merkt hen op en beseft wat er aan de hand is.
Bij hun terugkeer verbergt Lymangood de videocassette, maar hij wordt gevangengenomen en ondervraagd. Hij weet te ontsnappen, maar tijdens zijn ontsnapping wordt hij vermoord. Murphy kaapt Blue Thunder en vraagt aan zijn vriendin Kate om de videocassette op te halen en af te leveren bij de plaatselijke nieuwszender, waarbij hij de helikopter gebruikt om haar achtervolgers te dwarsbomen. Bij haar aankomst bij de nieuwszender wordt Kate bijna gevangengenomen door een van de samenzweerders, maar de samenzweerder wordt bewusteloos geslagen door een bewaker en Kate kan de videocassette aan een verslaggever overhandigen voordat de cassette elektronisch kan gewist worden.
De samenzweerders beschouwen Murphy als een veiligheidsrisico en zetten alle mogelijke middelen in om Blue Thunder uit de lucht te halen, inclusief de initiële steun van de gemeentelijke overheid. De politie stuurt twee Bell 206 helikopters op Murphy af, maar hij schakelt de eerste helikopter uit en de tweede helikopter crasht na een wilde achtervolging. Hierna worden twee F-16-jagers van de National Guard ingezet, maar Murphy slaagt erin een van hen neer te schieten en de andere te ontwijken. Wanneer de raketten van de F-16's grote schade aanrichten in Los Angeles wordt de operatie door de burgemeester opgeschort.
Cochrane legt zich daar echter niet bij neer en tegen alle bevelen in gaat hij Blue Thunder te lijf in een zwaarbewapende Hughes 500-helikopter. Na een spannend kat-en-muisspel tussen de flatgebouwen van Los Angeles schiet Murphy Cochrane neer nadat hij een looping heeft uitgevoerd met behulp van de turbineboostfunctie van Blue Thunder. Murphy vernietigt vervolgens Blue Thunder door de helikopter voor een naderende goederentrein te landen. Ondertussen wordt de video-opname openbaar gemaakt en als gevolg daarvan worden de samenzweerders gearresteerd.

## Rolverdeling
| Acteur           | Personage         |
| ---------------- | ----------------- |
| Roy Scheider     | Frank Murphy      |
| Warren Oates     | Jack Braddock     |
| Candy Clark      | Kate              |
| Daniel Stern     | Richard Lymangood |
| Malcolm McDowell | F.E. Cochrane     |
| Paul Roebling    | Icelan            |
| David Sheiner    | Fletcher          |
| Joe Santos       | Montoya           |
| Jason Bernard    | burgemeester      |
| Robin Braxton    | Diane McNeely     |

## Blue Thunder helikopter

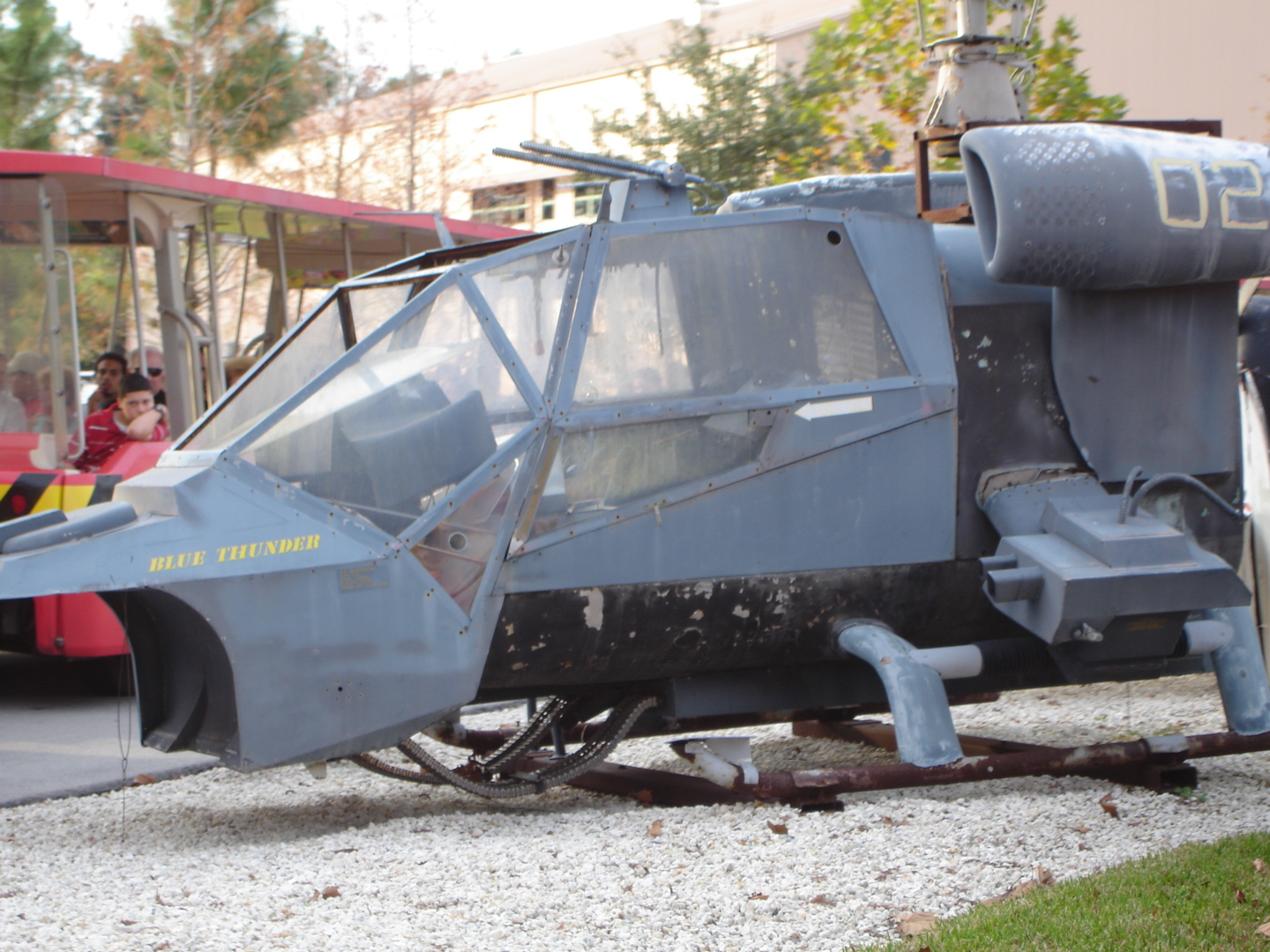
Een mock-up van Blue Thunder, te bezichtingen in Disney's Hollywood Studios in Florida

De Blue Thunder helikopter is een gemodificeerde Franse Aérospatiale Gazelle. Het ontwerp is geïnspireerd op de Apache gevechtshelikopter.
Voor de film werden twee gemodificeerde Gazelle-helikopters, een Hughes 500-helikopter en twee radiografisch bestuurbare F-16-gevechtstoestellen gebruikt. De aanpassingen aan de Gazelle-helikopters maakten de toestellen zo zwaar dat er verschillende kunstgrepen moesten worden toegepast om ze er in de film snel en wendbaar uit te laten zien. De looping die Murphy aan het einde van de film uitvoert werd bijvoorbeeld uitgevoerd door een radiografisch bestuurd model.

## Première en ontvangst
Blue Thunder werd uitgebracht op 13 mei 1983 en was tijdens het openingsweekend de nummer 1-film in de Verenigde Staten met een opbrengst van $8.258.149, waarmee hij de vorige nummer 1-film Flashdance voorbijstak.
De film behaalde een score van 78% (23 recensies) op Rotten Tomatoes, met een gemiddelde score van 6,6/10. Op Metacritic kreeg de film een score van 66% (11 recensies), wat duidt op "over het algemeen gunstige recensies".

## Prijzen en nominaties
De film sleepte een Oscarnominatie in de wacht voor beste montage.
Roy Scheider werd genomineerd voor een Saturn Award voor beste acteur, Candy Clark kreeg de Saturn Award voor beste vrouwelijke bijrol.